# Salticoidea
Salticoidea è una  superfamiglia di aracnidi araneomorfi che comprende una sola famiglia:
- Salticidae BLACKWALL, 1841 (ragni saltatori)